# Hentziectypus schullei
Hentziectypus schullei là một loài nhện trong họ Theridiidae.
Loài này thuộc chi Hentziectypus. Hentziectypus schullei được Willis J. Gertsch & Mulaik miêu tả năm 1936.